# Bemvoortse Molen
De Bemvoortse Molen is een watermolen op de Dommel aan de Bemvaartstraat in de Belgische gemeente Pelt. Hij werd gebruikt als korenmolen.

## Geschiedenis
De benaming komt voort uit de naam van de plaats, waar een voorde een doorwaadbare plaats is en bem verwijst naar vlechtwerk, mogelijk een versterking met behulp van rijshout.
De molen werd reeds in 710 vernoemd, en in 1259 werd deze banmolen, samen met de Wedelse Molen en de Kleine Molen, door Arnold IV van Loon verkocht aan de Abdij van Floreffe, die zojuist in Eksel een grote landbouwontginning was begonnen. Tot het einde van de 18e eeuw bleef de molen in het bezit van deze abdij.
Omstreeks 1900 werd de molen herbouwd. Van 1919 tot 1987 was de molen bezit van de familie Theodoor Leijssen, waarna ze werd verkocht aan de familie Withofs. De laatste actieve molenaar was Herman Leijssen (1922-2018)
Momenteel is het binnenwerk, dat stamt uit omstreeks 1855, geheel intact en in 1987 nog grondig gerestaureerd. De molen is dus maalvaardig, maar ze is zelden in bedrijf. De zolder is nog een tijd lang als een molenmuseum in gebruik geweest.
In augustus 2022 is men gestart met restauratiewerken aan de funderingen. Deze waren nodig omdat in het verleden zand eronder was weggespoeld, waardoor de molen begon te verzakken. Voor deze werken werd het water omgeleid via de Oude Dommel. 
De molen werd in 1995 beschermd als monument en de omgeving als dorpsgezicht.

## Folklore
Op de Bemvoortse molen werkte ooit een knecht die in een hond veranderde wanneer de politie achter hem aan zat.

## Nabijgelegen watermolens
Stroomafwaarts vindt men op de Dommel de Slagmolen en stroomopwaarts de Wedelse Molen.